# World Series of Poker 1979
 (juillet 2025).
La mise en forme du texte ne suit pas les recommandations de Wikipédia : il faut le « wikifier ».
Les points d'amélioration suivants sont les cas les plus fréquents. Le détail des points à revoir est peut-être précisé sur la page de discussion.
- Les titres sont pré-formatés par le logiciel. Ils ne sont ni en capitales, ni en gras.
- Le texte ne doit pas être écrit en capitales (les noms de famille non plus), ni en gras, ni en italique, ni en « petit »…
- Le gras n'est utilisé que pour surligner le titre de l'article dans l'introduction, une seule fois.
- L'italique est rarement utilisé : mots en langue étrangère, titres d'œuvres, noms de bateaux, etc.
- Les citations ne sont pas en italique mais en corps de texte normal. Elles sont entourées par des guillemets français : « et ».
- Les listes à puces sont à éviter, des paragraphes rédigés étant largement préférés. Les tableaux sont à réserver à la présentation de données structurées (résultats, etc.).
- Les appels de note de bas de page (petits chiffres en exposant, introduits par l'outil «  Source ») sont à placer entre la fin de phrase et le point final[comme ça].
- Les liens internes (vers d'autres articles de Wikipédia) sont à choisir avec parcimonie. Créez des liens vers des articles approfondissant le sujet. Les termes génériques sans rapport avec le sujet sont à éviter, ainsi que les répétitions de liens vers un même terme.
- Les liens externes sont à placer uniquement dans une section « Liens externes », à la fin de l'article. Ces liens sont à choisir avec parcimonie suivant les règles définies. Si un lien sert de source à l'article, son insertion dans le texte est à faire par les notes de bas de page.
- La présentation des références doit suivre les conventions bibliographiques. Il est recommandé d'utiliser les modèles {{Ouvrage}}, {{Chapitre}}, {{Article}}, {{Lien web}} et/ou {{Bibliographie}}. Le mode d'édition visuel peut mettre en forme automatiquement les références.
- Insérer une infobox (cadre d'informations à droite) n'est pas obligatoire pour parachever la mise en page.

Pour une aide détaillée, merci de consulter Aide:Wikification.
Si vous pensez que ces points ont été résolus, vous pouvez retirer ce bandeau et améliorer la mise en forme d'un autre article.

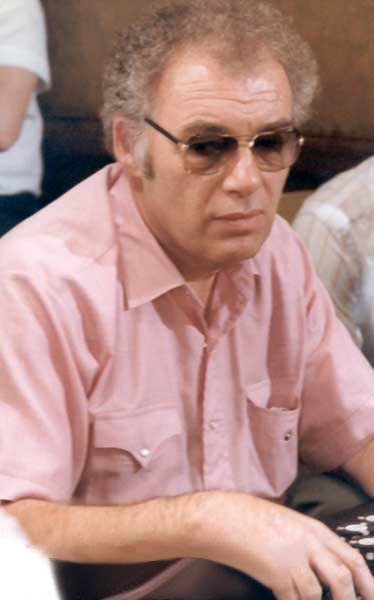
Hal Fowler aux World Series of Poker 1979.
Hal Fowler aux World Series of Poker 1979.

Résultats des World Series of Poker 1979.

## Résultats
| Tournoi                      | Vainqueur                     | Prix    | Finaliste              |
| ---------------------------- | ----------------------------- | ------- | ---------------------- |
| $10,000 Deuce to Seven Draw  | Bobby Baldwin                 | $90,000 | Byron "Cowboy" Wolford |
| $500 Seven Card Stud         | Gary Berland                  | $24,000 | Unknown                |
| $1,000 Seven Card Stud Split | Gary Berland                  | $20,400 | Unknown                |
| $600 Mixed Doubles           | Doyle Brunson & Starla Brodie | $4,500  | Unknown                |
| $400 Ladies' Seven Card Stud | Barbara Freer                 | $12,720 | Pat Sovoia             |
| $1,500 No Limit Hold'em      | Perry Green                   | $76,500 | Jim Bechtel            |
| $1,000 Ace to Five Draw      | Lakewood Louie                | $22,200 | Unknown                |
| $2,000 Draw High             | Lakewood Louie                | $22,800 | Unknown                |
| $1,000 Razz                  | Sam Mastrogiannis             | $22,200 | Unknown                |
| $5,000 Seven Card Stud       | Johnny Moss                   | $48,000 | Unknown                |
| $1,000 No Limit Hold'em      | Dewey Tomko                   | $48,000 | Duanne Hammrich        |

## Table Finale du Main Event
| Place | Nom                | Prix     |
| ----- | ------------------ | -------- |
| 1er   | Hal Fowler         | $270,000 |
| 2e    | Bobby Hoff         | $108,000 |
| 3e    | George Huber       | $81,000  |
| 4e    | Sam Moon           | $54,000  |
| 5e    | Johnny Moss        | $27,000  |
| 6e    | David "Chip" Reese | None     |